# Peter Kimmel
Peter Kimmel (* 29. März 1938 in Norden; † 12. Mai 2021 in Bennigsen) war ein deutscher Jurist. Er war von 1993 bis 2003 Richter am Bundesverwaltungsgericht.

## Leben und Wirken
Kimmel trat nach Abschluss seiner juristischen Ausbildung in den Justizdienst des Landes Niedersachsen ein und war dort bei mehreren Gerichten und bei der Staatsanwaltschaft tätig. Von Januar 1975 bis Juni 1976 war er als Wissenschaftlicher Mitarbeiter an das Bundesverwaltungsgericht abgeordnet. Vor seiner Ernennung zum Richter am Bundesverwaltungsgericht 1993 war er zuletzt Vorsitzender Richter einer Kammer für Handelssachen am Landgericht Hannover. Kimmel gehörte mehreren Senaten des Bundesverwaltungsgerichts an, zuletzt dem 3. Revisionssenat, der insbesondere für das Sozialrecht, das Lastenausgleichsrecht, das Recht zur Bereinigung von SED-Unrecht und das Tierschutzrecht zuständig ist. Am 31. März 2003 trat Kimmel in den Ruhestand.
Neben seiner richterlichen Tätigkeit war Kimmel von 1986 bis 2001 für die FDP Mitglied im Rat der Stadt Springe.